# Amsacta sarala
Amsacta sarala là một loài bướm đêm thuộc phân họ Arctiinae, họ Erebidae.